# 1972年夏季残疾人奥林匹克运动会西德代表团
1972年夏季残疾人奥林匹克运动会西德代表团是西德派出的1972年夏季残疾人奥林匹克运动会代表团。获得28枚金牌、17枚银牌和22枚铜牌。